# 锈翅斑尾雀
，是雀形目灶鸟科的一种鸟类，属于单型的锈翅斑尾雀属（学名：Premnornis）。但按照不同的分类系统，白喉斑尾雀可能也会被包含在本属内。
锈翅斑尾雀体重约15.9克，翼长约66.7毫米，喙宽度约3.2毫米，喙厚度约3.8毫米，嘴峰长约15.9毫米，跗蹠长约19.4毫米，尾长约70.4毫米。
锈翅斑尾雀是留鸟，栖息在森林，它们是食肉动物，主要以昆虫、蜘蛛等陆生无脊椎动物为食。

## 亚种
- P. g. guttuliger，分布在哥伦比亚和厄瓜多尔以及秘鲁南部。
- P. g. venezuelanus，分布在委内瑞拉西北部的安第斯山脉地区。[4]